# Murphy's
Pour les articles homonymes, voir Murphy.
La brasserie Murphy's a été fondée à Cork, dans le sud de l'Irlande, par James J. Murphy en 1856. Deuxième plus grosse brasserie du pays après Guinness (propriété du groupe britannique Diageo), elle a été achetée par Heineken en 1983.
Murphy's brasse principalement deux bières : la Murphy's Irish Stout, une stout (bière irlandaise) aux grains fortement torréfiés, similaire à la Guinness ; et la Murphy's Irish Red, une ale rousse irlandaise, l'autre spécialité brassicole irlandaise.
La Murphy's Irish Stout est une bière moins amère que la Guinness. Elle se trouve partout en Irlande mais sa notoriété est très inférieure à celle de sa concurrente, sauf à Cork.